# Українська генеалогічна група Торонто
Українська генеалогічна група Торонто (TUGG) — неприбуткова культурно-просвітницька організація, розташована в Торонто, штат Онтаріо, Канада, яка проводить дослідження генеалогічних коренів українських канадців.
TUGG працює з Інституту Святого Володимира, який розташований за адресою проспект Спадіна 620 в Торонто.
Учасники включають людей, зацікавлених у відшукуванні свого роду, знаходженні зниклих родичів, пошуку походження та значення їхніх прізвищ та здобутті загальних знань з української генеалогії, геральдики, культури, етносу, географії та історії.
TUGG проводить лекції та надає допомогу своїм членам, а також проводить дослідження в галузі української генеалогії. TUGG також отримав доступ до нещодавно відкритих архівів в Україні після розвалу Радянського Союзу.
Організація випускає щоквартальний інформаційний бюлетень про українську генеалогію та веде бібліотеку пов'язаних видань, а також спілкується з іншими генеалогічними групами.